# アンドレス・パストラーナ・アランゴ
アンドレス・パストラーナ・アランゴ (Andrés Pastrana Arango、1954年8月17日‐) は、コロンビアの政治家。第30代大統領を務めた。

## 経歴
1954年8月17日、ボゴタで父親のミサエル・パストラーナ・ボレーロ、母親のマリア・クリスティーナ・アランゴ・ベガの間に生まれた。父親のミサエルは第23代大統領を務めた。
父の在任中、パストラーナは生徒会会長を務めたコレヒオ・サンカルロス高等学校の学生であり、1973年に卒業した。1977年、ロザリオ聖母大学で法学の学位を取得し、1978年、ウェザーヘッド国際問題センターのフェローとしてハーバード大学に入学した。
彼は雑誌社とテレビ局を設立し、ニュースキャスターとして全国的な人気を集めた。1982年、彼はボゴタ市議会議員に当選し、政界に進出した。彼は麻薬戦争の取材を専門とし、多くのジャーナリスト賞を受賞した。1991年、コロンビア上院議員に当選。

## 誘拐
1988年1月18日、パストラーナはメデジン・カルテルに誘拐された。メデジン・カルテルは、コロンビア政府に対し、パブロ・エスコバルやその他の幹部を米国に引き渡さないよう圧力をかけた。1週間後、パストラーナは国家警察に救出された。3月にはボゴタ市長に選出され、1990年まで務めた。

## 1994年大統領選
1994年の大統領選に出馬し、自由党候補のエルネスト・サンペール・ピサノにわずか2％の僅差で敗れた。パストラーナは、サンペールがカリ・カルテルから選挙資金を受け取っていたと告発し、多くのメディアの注目を集めた。「ナルコ・ゲート事件」として知られるこの事件は、8,000 Process（8.000プロセス）と呼ばれる一大政治スキャンダルに発展した。

## コロンビア大統領

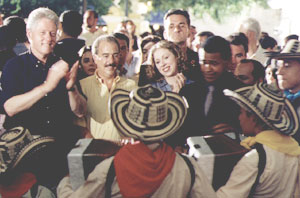
2000年8月30日、コロンビアのカルタヘナ・デ・インディアスにてビル・クリントン大統領（左）とアンドレス・パストラーナ大統領（中央）、チェルシー・クリントン（右）

1998年、大統領選でパストラーナは自由党のオラシオ・セルパ候補を破り、当選した。8月7日、第30代大統領に就任する。
彼はコロンビア革命軍（FARC）や民族解放軍（ELN）など左翼ゲリラとの和平実現を公約に掲げ、FARCとは1999年1月から和平交渉を開始し、大統領自らFARC支配地であるコロンビア南部のサンビセンテデルカグアンを訪れ、FARC最高指導者マヌエル・マルランダと会談した。パストラーナはコロンビア南部に非武装地帯（DMZ）を設け、軍・警察部隊を撤退させたが、これに反発するコロンビア軍と警察の高官が相次ぎ辞表を提出する事態となった。また、FARCと激しく対立する右翼準軍事組織のコロンビア自衛軍連合（AUC）はFARCに対する攻撃と民間人の虐殺を続けた。
パストラーナは、左翼ゲリラと交渉を続ける一方で、対米関係を重視し、前任者のエルネスト・サンペール・ピサノ政権下で冷え込んだ関係改善に意欲を示した。1999年、パストラーナは米国のビル・クリントン大統領と共同で「コロンビア計画」を立ち上げた。これは米国がコロンビア軍に3年間で16億ドルを援助し、2005年までの6年間にコロンビアにおけるコカイン生産量を半減させるというものであった。軍のゲリラ対策で、4年間に100万人以上が住む場所を追われ、その間、コカインの生産量は47％も増加した。
2001年3月1日、彼はマレーシアを4日間訪問した、マレーシアのマハティール・ビン・モハマド首相と会談。
2001年9月11日、アメリカ同時多発テロ事件発生。事件後、米国政府は対テロ戦争でコロンビア政府に協力を求め、ゲリラとの和平交渉を中断するよう暗に圧力をかけた。2002年2月20日、FARCによるハイジャックと上院議員ホルヘ・エチェン・トゥルバイの拉致事件を受けて、パストラーナはFARCとの交渉を最終的に打ち切り、陸軍の緊急展開部隊にDMZの武力奪回を命じた。

## 駐米大使

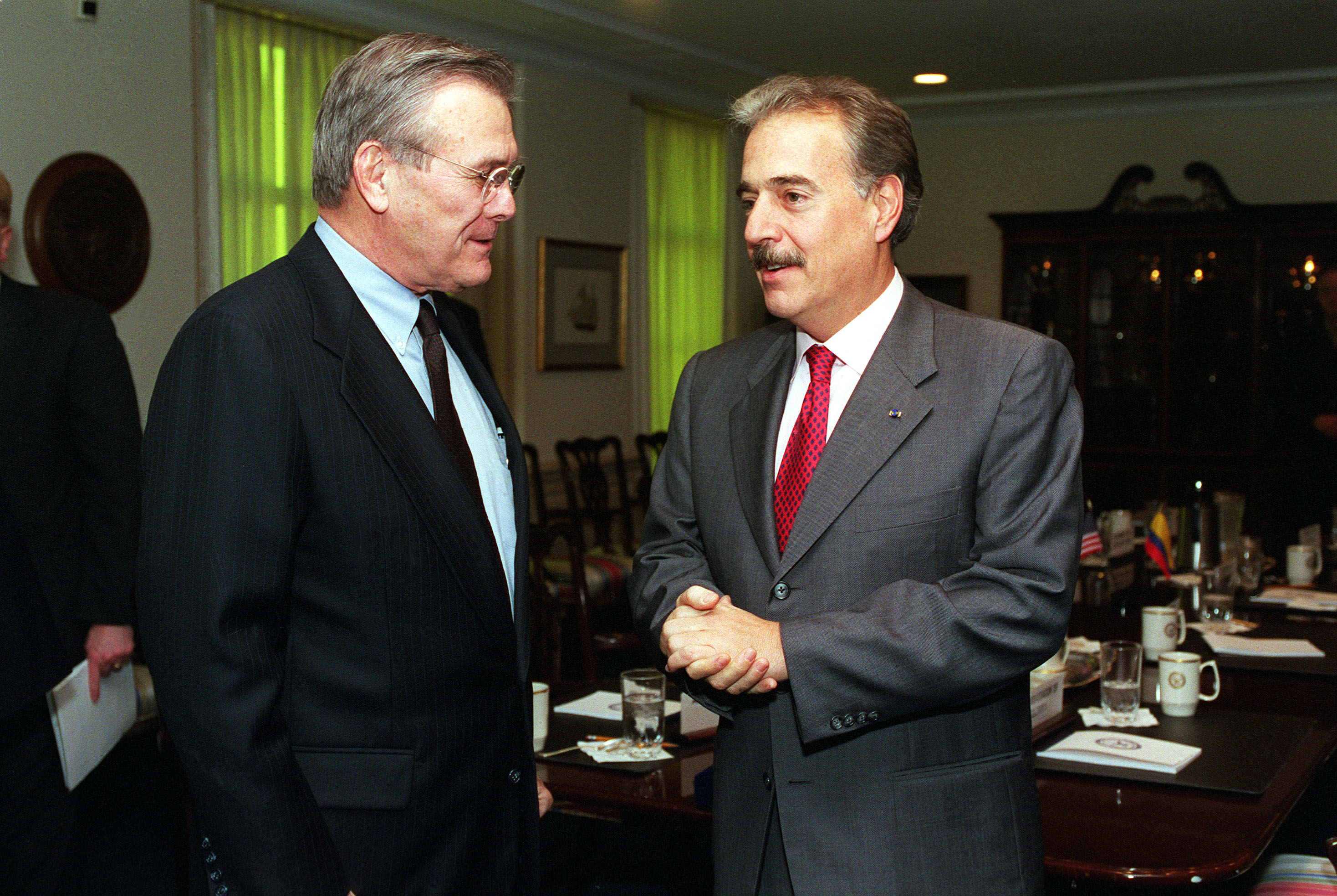
ドナルド・ラムズフェルド米国防長官と会談するパストラーナ

2005年、パストラーナは駐米大使に任命された。パストラーナの後任者であるアルバロ・ウリベ大統領は、パストラーナの和平交渉を批判していた。一部の政治アナリストは、ウリベはパストラーナがワシントンで有用な外交官になると考えていたという理論を立てた。なぜなら、パストラーナはコロンビア計画の再交渉を助け、概してウリベ政権の成功に貢献したコロンビアへの米国の援助を維持するのに役立つからである。
2006年7月、パストラーナはウリベがサンペールを駐仏大使に任命した数日後、駐米大使を辞任した。彼はサンペールとともに政府に参加することは「道徳的に妨害された」と語った。

## その他の活動
パストラーナは国際選挙制度財団の理事であり、ラテンアメリカ政党連合(UPLA)の名誉会長でもある。彼はまた、「持続可能な開発と文化対話のためのジャック・シラク財団」の名誉委員会のメンバーであり、民主主義国家の80人以上の元指導者のグループであり、世界中の民主的リーダーシップを強化するために活動しているクラブ・デ・マドリードのメンバーでもある。パストラーナは、グローバル・パネル財団の顧問委員会のメンバーでもあり、2014年のワン・ヤング・ワールド・ダブリン・サミットのカウンセラーとして、ラテンアメリカ諸国から参加した。
彼は現在、コロンビア保守党とは距離を置いた敵対的な関係を維持しており、党を「完全に腐敗している」とさえ呼んでいる。彼はまた、最も著名な党首の2人、エフライン・セペダとエルナン・アンドラーデに対する汚職の告発も行っている。
彼は2016年、コロンビア政府とFARCの間で調印された和平協定に反対するキャンペーンを行った。
彼は「麻薬共産主義、左翼、組織犯罪」に対してスペインとラテンアメリカの急進的右派を団結させるために、スペインの政党Voxによって2020年に開始されたマドリード憲章の署名者である。
2021年10月、彼の名前は、タックス・ヘイブンとみなされている国であるパナマにおける会社の所有者としてパンドラ文書に記載され、それを通じて彼はコロンビアに投資を行っている。

## 賞と栄誉
2013 年、パストラーナはプラハ国際協力協会とグローバル パネル財団と共同でHanno R. Ellenbogen Citizenship Award を受賞した。

### 外国の栄誉
- スペイン:
  -  イザベラ・ザ・カトリック騎士団首輪の騎士 (1999)[15]
- マレーシア:
  -  王冠勲章名誉受賞者(2001)[16]